# Edward Grierson
Pour les articles homonymes, voir Grierson.
Edward Grierson, né le 9 mars 1914 à Bedford, en Angleterre, et mort le 24 mai 1975 dans le Northumberland, est un écrivain britannique, auteur de roman policier.

## Biographie
Il fait ses études à la St Paul's School de Londres de 1927 à 1932, puis s'inscrit au Exeter College d'Oxford, où il obtient en 1935 un diplôme avec mention en jurisprudence. Il suit ensuite la formation du Inner Temple et est reçu au barreau britannique en 1937. L'année suivante, il épouse Helen D. Henderson, le couple a une fille et s'installe dans le Northumberland, où il est barrister.
Pendant la Deuxième Guerre mondiale, il sert dans l'infanterie de l'armée britannique et atteint le grade de lieutenant-colonel.
Après la guerre, en 1948, il est pendant un an annonceur pour le réseau radiophonique australien ABC.
De retour en Angleterre en 1949, il fait paraître un premier roman, intitulé Shall Perish with a Sword, sous le pseudonyme de Brian Crowther.
En 1952, il publie sous son patronyme Reputation for a Song, un roman criminel où transparaît l'influence de Francis Iles. 
En 1956, avec The Second Man, il est lauréat du Crossed Red Herring Award 1956. Cette même année, il tire de cette œuvre une adaptation radiophonique et, sous le pseudonyme John P. Stevenson, publie le roman The Captain General, réédité deux ans plus tard sous la signature Edward Grierson.
À partir de 1957 et jusqu'à sa mort en 1975, il est juge de paix dans le Northumberland.
S'il publie encore des romans et des romans policiers dans les années 1960, à partir de 1969, il se cantonne dans l'écriture d'ouvrages historiques et de guides de voyage. 

## Œuvre

### Romans
- Reputation for a Song (1952)
- The Hastening Wind (1953), aussi paru sous le titre The Lilies and the Bees et, aux États-Unis, sous le titre The Royalist
- Far Morning (1955)
- The Second Man (1956)
- Dark Torrent of Glencoe (1960)
- The Massingham Affair (1962)
- A Crime of One's Own (1967)

### Roman signé Brian Crowther
- Shall Perish with a Sword (1949)

### Roman signé John P. Stevenson
- The Captain General (1956)

### Théâtre
- His Mother's Son (1953), en collaboration avec Raymond Lulham
- The Ninth Legion (1956), pièce radiophonique
- The Second Man (1956), adaptation radiophonique du roman éponyme
- Mr. Curtis's Chamber (1959)

### Autres publications
- Storm Bird: The Strange Life of Georgina Weldon (1959)
- The Fatal Inheritance: Philip II and the Spanish Netherlands (1969)
- The Death of the Imperial Dream (1972), aussi paru sous le titre The Imperial Dream: The British Commonwealth and the Empire, 1775-1969
- Confessions of a Country Magistrate (1972)
- King of Two Worlds: Philip II of Spain (1974)
- The Companion Guide to Northumbria (1976)

## Adaptations

### À la télévision
- 1959 : The Second Man, épisode de la série télévisée américaine Playhouse 90, adaptation du roman éponyme
- 1959 : A Man Involved, épisode de la série télévisée britannique ITV Play of the Week (en)
- 1960 : Reputation for a Song, épisode de la série télévisée britannique ITV Play of the Week, adaptation du roman éponyme

### Au cinéma
- 1970 : L'Inceste (My Lover My Son), film américain réalisé par John Newland,  adaptation de Reputation for a Song

## Prix et distinctions

### Prix
- Crossed Red Herring Award 1956 pour The Second Man[1]